# Hakfrugter
Hakfrugter (eller hakkefrugter) er en landbrugsbetegnelse for afgrøder, der dyrkes i rækker med så stor indbyrdes afstand, at man kan rense og bearbejde afgrøden mellem rækkerne i vækstperioden. Dette foregik tidligere udelukkende ved hakning, deraf navnet. Til hakfrugter regnes først og fremmest alle de såkaldte rodfrugter, samt kartofler, men også hestebønner, kommen, tobak og de fleste gartneriske afgrøder, der kan dyrkes i marken. Hvis kornafgrøder sås med så stor afstand, at der kan hakkes mellem rækkerne, kan man også på sin vis regne dem for hakfrugter, selv om behandlingen ikke kan blive så intensiv, som den må være ved de førstnævnte afgrøder.
Dyrkningen af hakfrugter spiller en vigtig rolle i mere moderne jordbrug, dels fordi de pågældende afgrøder gennemgående har en betydeligt større værdi pr. arealenhed end de sædvanlige korn- og græsafgrøder, og dels fordi denne dyrkningsform giver et middel til at forbedre jordens dyrkningstilstand. En udstrakt dyrkning af hakfrugter er bl.a. en af hovedbetingelserne for vekselbruget, og i det hele for brakkens afskaffelse. Hakfrugter gør det nemlig muligt — og kræver faktisk — at man holder jorden ukrudtsfri gennem hele vækstperioden. Derfor er dyrkningen af hakfrugter stærkt tiltagende i alle de lande, hvor der drives rationelt og intensivt agerbrug.
I nutidens landbrug er hakning afløst af præcisionssåning (i stedet for udtynding med hakke), radrensning og brug af ukrudtsmidler (begge dele i stedet for ukrudtsbekæmpelse med hakke). Det økologiske landbrug giver afkald på brugen af kemiske midler, og må derfor øge brugen af mekaniske metoder, deriblandt hakning.